# Unscha
Die Unscha (russisch Унжа) ist ein 426 km langer linker Nebenfluss der Wolga im europäischen Teil Russlands. 
Sie entsteht auf dem Nordrussischen Landrücken östlich von Knjaschewo in der Oblast Wologda aus den Quellflüssen Kema und Lundonga und mündet hinter Kineschma in den Gorkier Stausee.
Das Einzugsgebiet der Unscha, die von November bis April zugefroren ist, umfasst 28.900 km². 
Die wichtigsten Nebenflüsse sind Wiga, Neja und Mescha. Die größte Stadt an der Unscha ist Manturowo.